# Équipe du Japon de football à la Coupe du monde 2006
L'équipe du Japon de football s'est qualifiée pour la coupe du monde 2006 de football en Allemagne. Elle a affronté l'Australie le 12 juin, la Croatie le 18 juin et le Brésil le 22 juin.

## Qualifications
|   | Nation        | Pts | J | G | N | P | BP | BC | Diff | Nation        | JPN | IRN | BHR | PRK |
| 1 | Japon         | 15  | 6 | 5 | 0 | 1 | 9  | 4  | +5   | Japon         |     | 2–1 | 1–0 | 2–1 |
| 2 | Iran          | 13  | 6 | 4 | 1 | 1 | 7  | 3  | +4   | Iran          | 2–1 |     | 1–0 | 1–0 |
| 3 | Bahreïn       | 4   | 6 | 1 | 1 | 4 | 4  | 7  | -3   | Bahreïn       | 0–1 | 0–0 |     | 2–3 |
| 4 | Corée du Nord | 3   | 6 | 1 | 0 | 5 | 5  | 11 | -6   | Corée du Nord | 0–2 | 0–2 | 1–2 |     |

## Maillot
Le maillot de l'équipe du Japon est fourni par l'équipementier Adidas.
| Couleurs | Bleu et blanc |
| Marque   | Adidas        |
| Domicile | Extérieur     |

## Effectif
Le 15 mai 2006, le sélectionneur brésilien, Zico, a annoncé une liste composée de vingt-trois joueurs pour le mondial. Le 31 mai, le défenseur Makoto Tanaka, victime d'une tendinite, est remplacé par le joueur du F.C. Tokyo Teruyuki Moniwa.
| Numéro / Nom | Numéro / Nom         | Club                 | Date de naissance | J.              | Buts            |                 |                 |                 |
| Gardiens de but | Gardiens de but      | Gardiens de but      | Gardiens de but   | Gardiens de but | Gardiens de but | Gardiens de but | Gardiens de but | Gardiens de but |
| --- | -------------------- | -------------------- | ----------------- | --------------- | --------------- | --------------- | --------------- | --------------- |
| 1 | Seigo Narazaki       | Nagoya Grampus Eight | 15.04.1976        | 0               | 0               | 0               | 0               | 0               |
| 12 | Yoichi Doi           | FC Tokyo             | 25.07.1973        | 0               | 0               | 0               | 0               | 0               |
| 23 | Yoshikatsu Kawaguchi | Júbilo Iwata         | 15.08.1975        | 3               | 0               | 1               | 0               | 0               |
| Défenseurs |                      |                      |                   |                 |                 |                 |                 |                 |
| 2 | Teruyuki Moniwa      | FC Tokyo             | 08.09.1981        | 1               | 0               | 1               | 0               | 0               |
| 3 | Yuichi Komano        | Sanfrecce Hiroshima  | 25.07.1981        | 1               | 0               | 0               | 0               | 0               |
| 5 | Tsuneyasu Miyamoto   | Gamba Ōsaka          | 07.02.1977        | 2               | 0               | 2               | 0               | 0               |
| 6 | Koji Nakata          | FC Bâle              | 09.07.1979        | 1               | 0               | 0               | 0               | 0               |
| 14 | Alex                 | Urawa Red Diamonds   | 20.07.1977        | 3               | 0               | 1               | 0               | 0               |
| 19 | Keisuke Tsuboi       | Urawa Red Diamonds   | 16.09.1979        | 2               | 0               | 0               | 0               | 0               |
| 21 | Akira Kaji           | Gamba Ōsaka          | 13.01.1980        | 2               | 0               | 1               | 0               | 0               |
| 22 | Yuji Nakazawa        | Yokohama F. Marinos  | 25.02.1978        | 3               | 0               | 0               | 0               | 0               |
| Milieux de terrain |                      |                      |                   |                 |                 |                 |                 |                 |
| 4 | Yasuhito Endo        | Gamba Ōsaka          | 28.01.1980        | 0               | 0               | 0               | 0               | 0               |
| 7 | Hidetoshi Nakata     | Bolton Wanderers     | 22.01.1977        | 3               | 0               | 0               | 0               | 0               |
| 8 | Mitsuo Ogasawara     | Kashima Antlers      | 05.04.1979        | 2               | 0               | 0               | 0               | 0               |
| 10 | Shunsuke Nakamura    | Celtic Glasgow       | 24.06.1978        | 3               | 1               | 0               | 0               | 0               |
| 15 | Takashi Fukunishi    | Júbilo Iwata         | 01.09.1976        | 2               | 0               | 0               | 0               | 0               |
| 17 | Junichi Inamoto      | West Bromwich Albion | 18.09.1978        | 2               | 0               | 0               | 0               | 0               |
| 18 | Shinji Ono           | Séville FC           | 27.09.1979        | 1               | 0               | 0               | 0               | 0               |
| Attaquants |                      |                      |                   |                 |                 |                 |                 |                 |
| 9 | Naohiro Takahara     | Hambourg SV          | 04.06.1979        | 3               | 0               | 1               | 0               | 0               |
| 11 | Seiichiro Maki       | JEF United Ichihara  | 07.08.1980        | 1               | 0               | 0               | 0               | 0               |
| 13 | Atsushi Yanagisawa   | Kashima Antlers      | 27.05.1977        | 2               | 0               | 0               | 0               | 0               |
| 16 | Masashi Oguro        | Grenoble Foot        | 04.05.1980        | 3               | 0               | 0               | 0               | 0               |
| 20 | Keiji Tamada         | Nagoya Grampus Eight | 11.04.1980        | 2               | 1               | 0               | 0               | 0               |
| Sélectionneur |                      |                      |                   |                 |                 |                 |                 |                 |
| | Zico ( Brésil)       |                      | 03.03.1953        |                 |                 |                 |                 |                 |
| Réserve Joueurs qui n'ont pas participé au stage d'entraînement mais qui pouvaient faire office de remplaçants jusqu'au 11 juin |                      |                      |                   |                 |                 |                 |                 |                 |
| Non communiquée |                      |                      |                   |                 |                 |                 |                 |                 |
| Blessé Joueur initialement annoncé dans l'équipe nationale pour la coupe du monde mais remplacé avant le 12 juin                |                      |                      |                   |                 |                 |                 |                 |                 |
| D | Makoto Tanaka        | Júbilo Iwata         | 10.07.1976        |                 |                 |                 |                 |                 |

## Compétition

### Buteurs
| Classement | Nom               | But(s) |
| 1          | Shunsuke Nakamura | 1      |
| -          | Keiji Tamada      | 1      |